# Verwaltungsgemeinschaft Helme
Die Verwaltungsgemeinschaft Helme war vom 30. März 1993 bis zum 31. Dezember 2003 eine Verwaltungseinheit im Landkreis Sangerhausen, Sachsen-Anhalt, Deutschland, welche nach dem Fluss Helme benannt war.
Folgende Ortschaften gehörten zur Verwaltungsgemeinschaft Helme:
- Brücken (Helme)
- Edersleben
- Hackpfüffel
- Martinsrieth
- Riethnordhausen
- Wallhausen

Am 1. Januar 2004 wurde durch den Zusammenschluss mit der Verwaltungsgemeinschaft „Kyffhäuser“ Berga-Kelbra-Tilleda die neue Verwaltungsgemeinschaft Goldene Aue gebildet.